# Spaltkorrosion

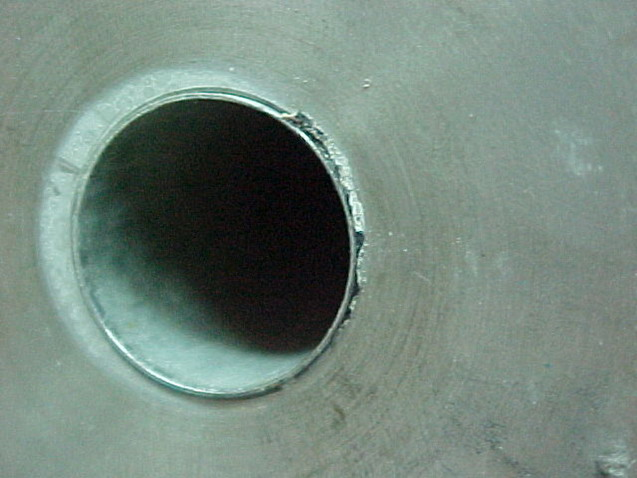
Spaltkorrosion von rostfreiem Stahl 316 in Entsalzungsanlagen

Spaltkorrosion tritt an Metallteilen bei Vorhandensein eines korrosiven Mediums in engen, nicht abgeschlossenen Spalten wie Überlappungen, aufgesetzten Stegen und bei nicht durchgeschweißten Schweißnähten auf. Treibende Kraft sind Konzentrationsunterschiede zwischen dem Medium im Spalt und dem Bereich außerhalb des Spalts, welche durch die im Spalt gehemmte Diffusion der Reaktionspartner verursacht werden. Die mit dem Konzentrationsunterschied einhergehende Potentialdifferenz führt zu elektrochemischer Korrosion im Spalt (Wasserstofftyp) oder seiner direkten Umgebung (Sauerstofftyp).
Selbst nichtrostende CrNi-Stähle können in Spalten korrodieren, wenn dort kein Sauerstoff zur Ausbildung der schützenden Oxidschicht vorhanden ist.
Die Auswahl eines korrosionsbeständigen Werkstoffes ist meist der wirtschaftlichste Weg der Korrosionsvermeidung. Weiterhin kann Spaltkorrosion unterbunden werden, indem man konstruktiv auf Spalte verzichtet oder diese so groß ausführt, dass die Diffusion der Medien nicht behindert wird.
In DIN EN 12502-4 „Korrosionsschutz metallischer Werkstoffe - Einflussfaktoren für nichtrostende Stähle“ wird angeraten, die Spaltweiten über 0,5 mm auszuführen, um Spaltkorrosion zu vermeiden, jedoch ist außer der Spaltweite auch die Spalttiefe von Bedeutung. Zudem können konstruktiv unvermeidliche Spalte mit Kunststoffen versiegelt werden; dieses Prinzip nutzt man bei der Verbindung von korrosionsgefährdeten Schrauben und Muttern, die durch einen Klebstoff gegen unbeabsichtigtes Lösen gesichert und gegen Spaltkorrosion geschützt werden.